# Altschlossfelsen
Die Altschlossfelsen (auch Eppenbrunner Schloss genannt) sind eine als Naturdenkmal (ND) ND-7340-205  und Kulturdenkmal (KD) im Gemeindegebiet von Eppenbrunn ausgewiesene Felsgruppe aus Buntsandstein im Pfälzerwald an der Grenze zu Frankreich und die größte Felsformation der Pfalz. Sie befinden sich am Osthang des Brechenbergs (406 m) nahe Eppenbrunn und Roppeviller auf einer Höhe von rund 365 m ü. NHN am Nordostende und 380 m ü. NHN am Südwestende des Felsenbandes.

## Beschreibung

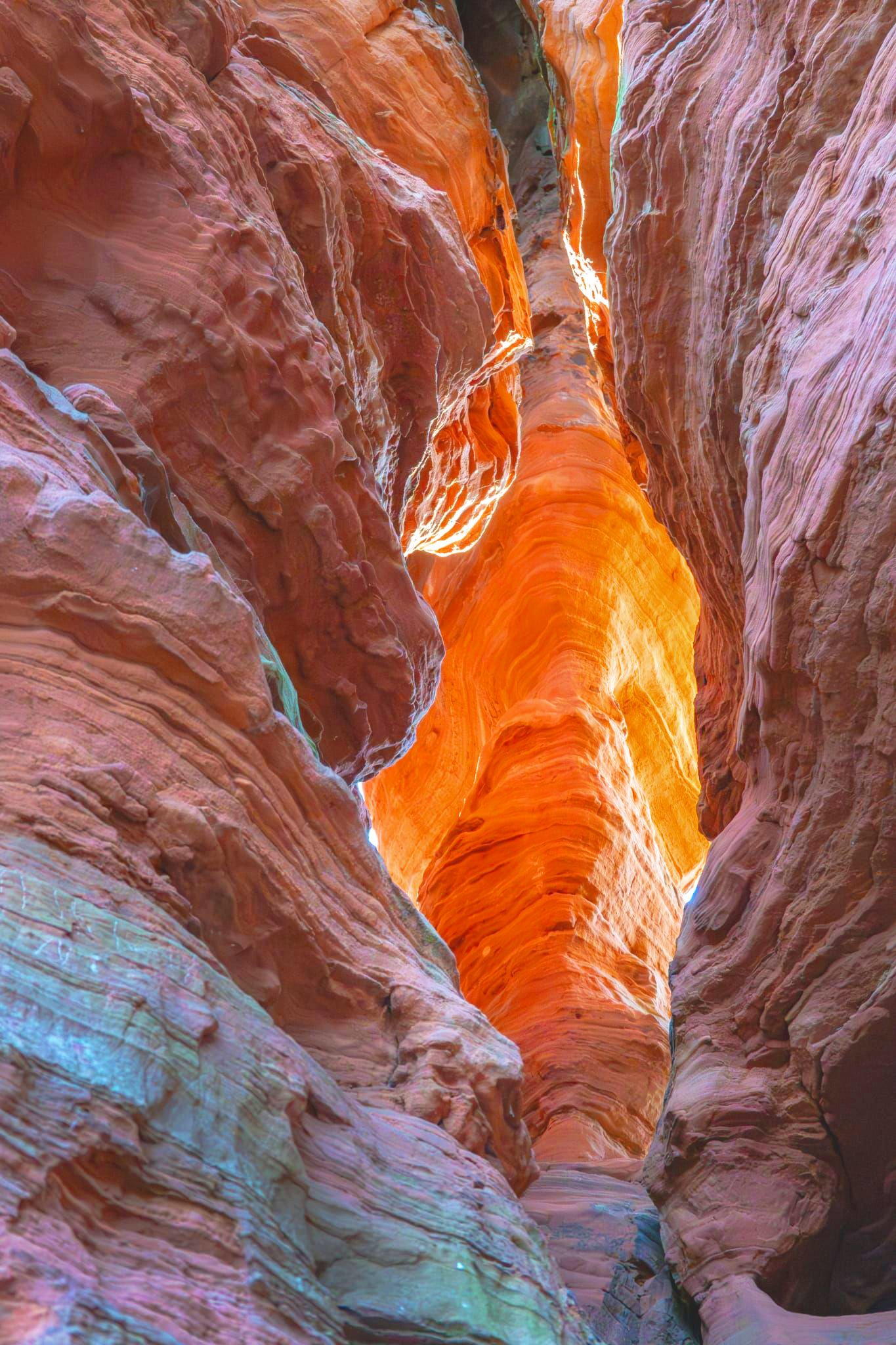
Felsenglühen

Die Altschlossfelsen sind eine etwa eineinhalb Kilometer lange Felsgruppe aus Buntsandstein mit einer Höhe von bis zu 30 Metern. Die Gruppe besteht aus Sandsteintürmen  und -wänden. Die Altschlossfelsen sind von Rissen und Fugen durchzogen, die teilweise breit genug sind um hindurchzusteigen.
Sie sind vor allem durch ihre vielfältigen Verwitterungserscheinungen und durch seltene Flechten bekannt. Von Nord und Süd kann das Gipfelplateau auf schmalen Pfaden erwandert werden. Dort findet sich ein lichter Wald und mit Moos bewachsene Steine.
Eine besondere, von der Sonne erzeugte Beleuchtungssituation, das „Felsenglühen“, zeigt sich witterungs-, vegetations- und sonnenstandsabhängig am besten in der ersten Aprilhälfte gegen 19:00 Uhr auf der Südostseite des dritten Felsens von Osten (von Eppenbrunn). In den Morgenstunden tritt das Glühen gegen 8:45 Uhr auf.

## Geschichte
Funde aus der Hallstatt- und Römerzeit bezeugen eine frühere Besiedelung der Felsengruppe. So wurden 1964 Scherben aus der Latènezeit (etwa 450 – 50 v. Chr.) gefunden. Auf den vier Hauptfelsen sind Spuren einer mittelalterlichen Burg aus dem 11. oder 12. Jahrhundert vorhanden. Dabei handelt es sich um Reste einer Stufenanlage, Pfostenlöcher, Reste eines Mauerwerks und Einschnitte für Balken in den Felsen. Auf einem Felsen befindet sich eine Vertiefung mit einem Durchmesser von vier Metern, die als Zisterne gedient haben kann. Zusätzlich wurden am Süd- und Nordhang um die Felsengruppe Buckelquader, die aus der Bausubstanz einer ehemaligen Burg stammen können, sowie Scherben aus dem Hochmittelalter in einer Wandrinne gefunden. Eine genauere Datierung der Burganlage ist schwierig, da die Burg vor 1297 und später in der Grenzbeschreibung zwischen Lothringen und der Grafschaft Hanau-Lichtenberg von 1605 nicht erwähnt wurde.

## Zugang und Wandern

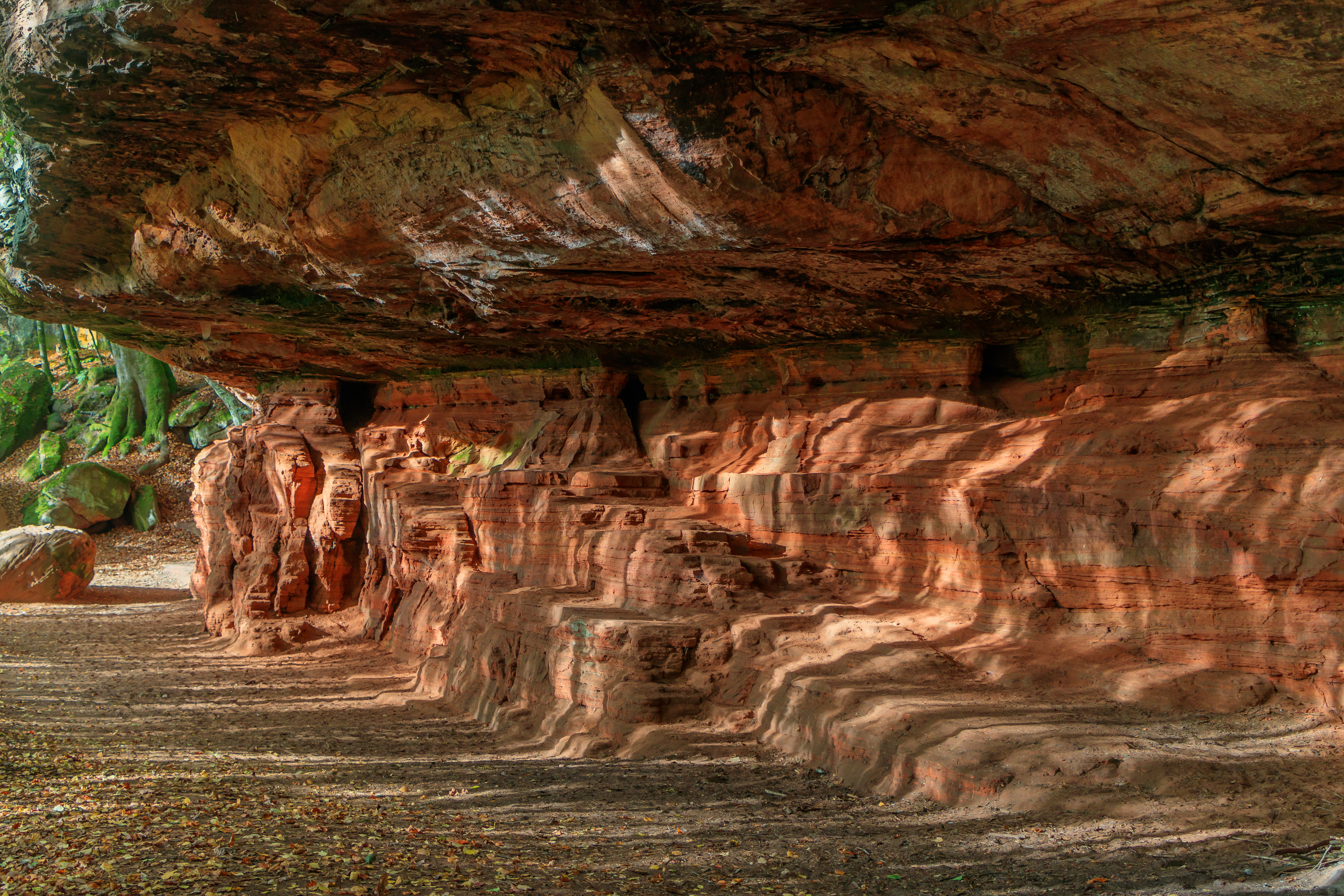
Altschlossfelsen

Die Felsen sind nur zu Fuß erreichbar. Die direkte Lage an der deutsch-französischen Grenze macht einen Zugang von französischer Seite von Roppeviller oder Eppenbrunn auf deutscher Seite attraktiv. Von beiden Ausgangspunkten muss eine Stunde Wegzeit eingeplant werden. Am Fuße und um die Felsen verlaufen zahlreiche Wanderpfade, die in lokale Rundwanderwege wie den Altschlosspfad, den Grenzweg oder  den Helmut-Kohl-Wanderweg eingebunden sind. Auf dem südlichen Felsen befindet sich ein Aussichtspunkt, der einen Ausblick in den französischen Wasgau ermöglicht.